# 吉戒修一
吉戒 修一（よしかい しゅういち、1948年7月7日 - ）は、日本の法務官僚、裁判官、弁護士。
法務省民事局担当審議官、法務省人権擁護局長などを経て、東京高等裁判所長官を最後に定年退官し、退官後はTMI総合法律事務所顧問弁護士や、国土交通省中央建設工事紛争審査会会長などを務める。

## 略歴
福岡県出身。福岡県立修猷館高等学校を経て、1971年、九州大学法学部を卒業後、司法修習生（25期）を経て、1973年に東京地方裁判所判事補任官。
裁判官任官後は、法務省大臣官房訟務部付検事（国家賠償請求訴訟・行政訴訟担当）、法務省訟務局付検事を経て、1980年から行政官短期在外研究員として西ドイツに留学。1982年4月横浜地方裁判所判事補、1983年4月同判事。
1985年裁判所書記官研修所（現：裁判所職員総合研修所）教官、1988年法務省民事局第五課長・検事、1990年4月法務省民事局第四課長、1992年4月法務省民事局参事官、1994年東京高等裁判所判事、1996年9月東京地方裁判所部総括判事、1997年9月法務大臣官房審議官（民事局担当）・検事と東京高等裁判所、東京地方裁判所、法務省などで勤務。1999年、東京地方裁判所部総括判事に就任。2001年、法務省に出向し、同省人権擁護局長・検事。2005年に裁判所に復帰し、静岡地方裁判所所長（2005年3月から）、東京高等裁判所部総括判事（2006年12月から）、横浜地方裁判所所長（2009年3月から）、東京地方裁判所所長（2010年6月から）を歴任。
2011年5月10日、高等裁判所長官に任命され、大阪高等裁判所長官に就任。2012年3月27日、東京高等裁判所長官に就任した（富越和厚の後任）。2013年3月7日定年退官。同年9月東京弁護士会に登録し、TMI総合法律事務所顧問弁護士及び内閣官房法曹養成制度改革顧問会議顧問就任。同年月国土交通省中央建設工事紛争審査会特別委員就任。2014年7月内閣官房法曹養成制度改革顧問会議座長代理就任。同年10月日本司法書士会連合会司法書士養成制度検討会検討委員就任。2015年4月東京弁護士会裁判官の職務情報提供推進委員会委員就任。
2016年丸紅株式会社監査役、国土交通省中央建設工事紛争審査会会長。2017年東京都情報公開審査会委員、東京都個人情報保護審査会会長代理、株式会社商工組合中央金庫監査役。2018年秋の叙勲で瑞宝重光章受章。2019年一般財団法人法曹会評議員。2020年川崎市差別防止対策等審査会会長。

## 編著書
- （編著）『供託制度をめぐる諸問題』（テイハン、1991年）
- （監修）『民事執行法・民事保全法と供託実務 : 民事執行法・民事保全法の施行に伴う供託事務の基本通達の解説』（商事法務研究会、1992年）
- （高木祥吉と共編）『Q&A株券保管振替実務ハンドブック』（金融財政事情研究会、1992年）
- （稲葉威雄・宇佐見隆男・筧康生・永井紀昭・柳田幸三との共編）『新訂版 実務相談 株式会社法』（1-5巻、商事法務研究会 1992年-1993年）
- （監修）『Q&A平成5年改正商法の解説 : 新旧対比と新制度のすべて』（新日本法規出版（発売）、1993年）
- 『平成五年・六年改正商法』（商事法務研究会、1996年）
- 『21世紀の人権擁護 : 無上の宝珠』（商事法務、2004年）